# Oto (Iowa)
Oto es una ciudad ubicada en el condado de Woodbury en el estado estadounidense de Iowa. En el Censo de 2010 tenía una población de 108 habitantes y una densidad poblacional de 157,35 personas por km².

## Geografía
Oto se encuentra ubicada en las coordenadas 42°16′56″N 95°53′40″O / 42.28222, -95.89444. Según la Oficina del Censo de los Estados Unidos, Oto tiene una superficie total de 0.69 km², de la cual 0.69 km² corresponden a tierra firme y (0%) 0 km² es agua.

## Demografía
Según el censo de 2010, había 108 personas residiendo en Oto. La densidad de población era de 157,35 hab./km². De los 108 habitantes, Oto estaba compuesto por el 96.3% blancos, el 0% eran afroamericanos, el 0.93% eran amerindios, el 0.93% eran asiáticos, el 0% eran isleños del Pacífico, el 0.93% eran de otras razas y el 0.93% pertenecían a dos o más razas. Del total de la población el 9.26% eran hispanos o latinos de cualquier raza.